# Waco C-72
Waco C-72 fue una designación genérica dada a una variedad de biplanos Waco de cabina cerrada requisados y puestos en servicio por las Fuerzas Aéreas del Ejército de los Estados Unidos en 1942. En total, 42 aviones fueron aceptados y usados en tareas de transporte ligero donde fuese necesario.

## Variantes
UC-72
Doce Waco SRE civiles requisados, propulsados por un Pratt & Whitney R-985-33 Wasp Junior de 298 kW (400 hp).
UC-72A
Un Waco ARE civil requisado, propulsado por un Jacobs R-915-1 (Jacobs L-6-1) de 224 kW (300 hp).
UC-72B
Cuatro Waco EGC-8, propulsados por un Wright R-760-E2 Whirlwind de 261 kW (350 hp).
UC-72C
Dos Waco HRE civiles requisados, propulsados por un Lycoming R-680-9 de 224 kW (300 hp).
UC-72D
Dos Waco VKS-7 civiles requisados, propulsados por un Continental R-670-3 (Continental W-670-3) de 179 kW (240 hp).
UC-72E
Cuatro Waco ZGC-7, propulsados por un Jacobs R-830-1 (Jacobs L-5-1) de 213 kW (285 hp).
UC-72F
Un Waco CUC-1 civil requisado, propulsado por un Wright R-760E Whirlwind de 186 kW (250 hp).
UC-72G
Un Waco AQC-6 civil requisado, propulsado por un Jacobs R-915-1 de 224 kW (300 hp).
UC-72H
Cinco Waco ZQC-6, propulsados por un Jacobs R-830-1 de 213 kW (285 hp).
UC-72J
Tres Waco AVN-8, propulsados por un Jacobs R-915-1 de 224 kW (300 hp).
UC-72K
Dos Waco YKS-7, propulsados por un Jacobs R-755-1 (Jacobs L-4-1) de 168 kW (225 hp).
UC-72L
Un Waco ZVN-8 civil requisado, propulsado por un Jacobs R-830-1 de 213 kW (285 hp).
UC-72M
Dos Waco ZKS-7, propulsados por un Jacobs R-830-1 de 213 kW (285 hp). Uno reequipado en fábrica con un Lycoming R-680-13 de 224 kW (300 hp).
UC-72N
Un Waco YOC-1 civil requisado, propulsado por un Jacobs R-830-1 de 213 kW (285 hp).
UC-72P
Dos Waco AGC-8, propulsados por un Jacobs R-915-1 de 224 kW (300 hp).
UC-72Q
Un Waco ZQC-6 civil requisado, propulsado por un Jacobs R-830-1 de 213 kW (285 hp).

## Operadores
Estados Unidos
- Fuerzas Aéreas del Ejército de los Estados Unidos

## Aeronaves relacionadas

### Secuencias de designación
- Secuencia C-_ (Aviones de Carga del USAAC/USAAF/USAF, 1924-1962): ← C-69 - C-70/A/B/C/D - C-71 - C-72 - C-73 - C-74 - C-75 →